# Pinacoteca d'arte francescana
La Pinacoteca d'arte francescana Roberto Caracciolo è un museo artistico di Lecce.
La Pinacoteca, di proprietà dei frati francescani, è allestita nel palazzo Fulgenzio del XVI secolo. Strutturata in nove sale espositive, disposta su oltre 400 m² di superficie museale, raccoglie dipinti cinquecenteschi, seicenteschi e settecenteschi, per la maggior parte di derivazione da Luca Giordano e dal Solimena e provenienti da conventi francescani pugliesi. Tra le firme più illustri compare quella di Oronzo Tiso e Serafino Elmo, oltre ad altre opere attribuite a Giuseppe De Ribera e Francesco Fracanzano. Il percorso si conclude con le sale dedicate al XX secolo con le opere di Raffaello Pantaloni ed Ezechiele Leandro, Giuseppe Casciaro, e Stanislao Sidoti
Al piano inferiore si trova l'ala della statuaria sacra che conserva opere in cartapesta leccese del XIX secolo e una sacra conversazione attribuita a Stefano da Putignano.
Il palazzo cinquecentesco ospita anche il Ninfeo di Fulgenzio, luogo costruito per rinfrescarsi nelle giornate afose e torride dell'estate salentina, in quanto refrigerato dalle acque zampillanti delle fontane.